# Quesillo yaguareño
El quesillo yaguareño es un queso semiblando colombiano producido de forma artesanal en Huila, Colombia.
Ha ganado un puesto importante en la gastronomía típica de la región, fruto de personas emprendedoras del municipio de Yaguará.

## El quesillo
Es un producto derivado de la leche que mediante el proceso de cuajado, desuerado y salado se dispone al calor a una determinada temperatura en pailas para obtener una masa “chicluda” que posee unas características suaves y delicadas en comparación con los quesos tradicionales.

## Ingredientes
Leche entera, suero, sal, cuajo fermento láctico.

## Historia de los quesillos yaguareños

### Contexto
El municipio de Yaguará, antes de la construcción de uno de los proyectos hidroeléctricos más grandes del país, como lo es el la central hidroeléctrica de Betania, ostentaba el nombre de capital ganadera del Huila. A raíz de la inundación de más de 2200 hectáreas, forzosamente muchos de los lugareños tuvieron que cambiar de la ganadería y la agricultura a la pesca artesanal, pero a pesar de esto se mantuvo la tradición de los quesillos y en la actualidad siguen siendo un gran alimento para la región.

### Orígenes
Muchos años atrás las abuelas yaguareñas aprendieron a darle un sabor único al quesillo que elaboraban envuelto en hojas de plátano, que hacía que su sabor se conservara un poco más y le proporcionaba un mejor aroma y sabor. Poco a poco esto se fue convirtiendo en una forma de sustento, ya que se empezó a comercializar.

### Evolución
El señor Ramón Tovar fue una de las primeras personas en elaborar este producto tan delicioso; él se encargó de enseñar la preparación del quesillo. Desde entonces personajes como Doña Florinda, Doña Jobita y Doña Belén montaron sus quesillerías y hoy en día las dos primeras tienen sus fábricas bien organizadas con el requerimiento de invima dando renombre de este producto a nivel del Huila, Colombia.
Hace 20 años, Ana Barrera era cocinera y trabajaba en la casa de una prestigiosa ciudadana de Neiva, reconocida entre otras cosas por imprimirle un toquecito especial a los quesillos que producía. Repentinamente, la muerte sorprendió a la matrona y el viudo desistió del negocio. Pero Anita ya había aprendido el “secreto del sabor” y decidió continuar con una pequeña producción casera de quesillos. Hoy, ella es el alma de una cooperativa que se ha ganado el corazón de la mayoría de habitantes de Yaguará.

### Actualidad
En la actualidad, acompañada por 16 compañeras de la población de Yaguará, Anita se ha convertido en una persona clave en una reciente asociación de productores de quesillo llamada: QuesiRico Ltda., siendo uno de los proyectos comunitarios que apoya la Fundación del Alto Magdalena (FAM), entidad creada para canalizar los recursos destinados por empresas petroleras del departamento del Huila.

## Producción actual
La idea de asociación es una forma en la cual los pequeños productores canalizan fuerzas para elaborar un quesillo de mayor calidad buscando mantener su excelente sabor, producir más, ampliar el mercado y obtener buenas ganancias en el proceso.

## Apoyos
La empresa QUESIRICO LTDA. ha tenido un gran apoyo continuo por parte de entidades estatales y privadas como:
• Ministerio del medio ambiente, vivienda y desarrollo territorial (programa mercados verdes) • Corporación Autónoma regional del Alto Magdalena – CAM • Petrobras international - Braspetro • Municipio de Yaguará • Corporación para el desarrollo de las microempresas • Fundación del Alto Magdalena - FAM • Cámara de Comercio de Neiva – CCN

## Factores en el proceso de producción
- Materia prima: la materia prima que es la leche; es obtenida de campesinos pequeños productores, que abastecen el consumo local y a la vez tienen contrato con las empresas Quesirico Ltda., Quesillos doña Florinda, Quesillería Donde Jovita y otras fábricas que están en proceso de constitución para suplirse del líquido.

Las características de los suelos de la región son favorables a la hora de conseguir una leche de calidad, puesto que los pastos son buenos y no hay sequías tan prolongadas y severas que disminuyan el grado de acidez que se necesitan para obtener un buen quesillo.
- La producción: en ocasiones la demanda del quesillo es muy alta y la oferta de los campesinos lecheros locales no es suficiente y es necesaria la consecución de abastecedores que tengan leche de similar calidad a la que compran; esto es algo que no preocupa mucho a los quesilleros, ya que en casi toda la región circundante al municipio de Yaguará, como lo son Iquira, Teruel, Palermo, Hobo, Tesalia, entre otras poblaciones, las características de sus pastos son idénticas.

- La elaboración del quesillo es de forma artesanal, aunque se estén aplicando métodos industriales para su empacado, como es el empacado al vacío para conservar el producto durante unos quince días aproximadamente. Estas empresas generan algunos empleos directos. En el caso de Quesirico a todos sus asociados, y en la empresa Quesillos doña Florinda generan seis empleos para la familia.

Fuera del quesillo, las fábricas elaboran más productos como son: yogur, cuajada, cocadas y arequipe.
- Proceso de legalización y estandarización del producto: la empresa más grande es Quesirico Ltda., pero hay otras que son empresas familiares y están culminando el proceso de legalización y estandarización. Es el caso de Quesillos Doña Florinda, que está constituida totalmente, teniendo falencia únicamente en las características del empaque por no tener los datos nutricionales, evento que ya está siendo subsanado para incursionar en las grandes cadenas de supermercados del Huila y de otras regiones con las que ya están haciendo las negociaciones, al igual que lo está haciendo la empresa Quesirico Ltda.

En los empaques de Quesillos Doña Florinda hacen falta los datos sobre los porcentajes de la tabla nutricional, como: porcentaje de grasas, proteínas, vitaminas, etc.; “Sin estos datos no es posible entrar en el gran mercado”, afirma María Eugenia Quintero, gerente de Quesillos Doña Florinda.
- La comercialización: por el momento no hay una comercialización bien organizada que permita la solidez de las empresas; la venta del producto se realiza en los puntos de fábrica y son enviados hacia diferentes sitios del país, como son: Neiva, Bogotá, Cali, Ibagué, Villavicencio, Hobo y otras poblaciones del Huila. Existen personas que compran el producto en las fábricas y se ganan su sustento vendiéndolos en las ciudades mencionadas anteriormente, obteniendo un buen margen de ganancia.